# Eagle, Michigan
Eagle är en ort (village) i Clinton County i Michigan. Vid 2010 års folkräkning hade Eagle 123 invånare.